# 路易吉·路卡·卡瓦利-斯福扎
路易吉·路卡·卡瓦利-斯福扎（義大利語：Luigi Luca Cavalli-Sforza，1922年1月25日—2018年8月31日），意大利群体遗传学家，中央研究院名譽院士。

## 生平
1944年從帕維亞大學醫學系畢業後，前往劍橋大學追隨統計學家與演化生物學羅納德·費雪研究細菌基因學，後在義大利北部的米蘭、帕爾馬 (義大利)和帕維亞等大學任教。1970年移往史丹佛大學，现为斯坦福大学名誉教授，20世纪最著名的遗传学家之一。